# Morti nel 1967/Settembre
| Questa pagina contiene informazioni ricavate automaticamente dalle voci biografiche con l'ausilio del template Bio e di un bot. L'aggiornamento è periodico e automatico e ricostruisce completamente la pagina. Se manca una persona in questa lista, sei pregato di non aggiungerla, ma accertati piuttosto che la sua voce biografica contenga il template Bio e che i dati anagrafici siano correttamente compilati. Se il template Bio manca, inseriscilo tu stesso o, in alternativa, metti l'avviso {{tmp\|Bio}} che ne segnala la mancanza. Se i dati riportati sono sbagliati, correggi direttamente la voce biografica; le modifiche saranno visibili in questa lista entro pochi giorni. Per chiarimenti vedi il progetto biografie. La lista contiene solo le 92 persone che sono citate nell'enciclopedia e per le quali è stato implementato correttamente il template Bio. Pagina aggiornata al 3 mar 2024. |

- 1º settembre - Ilse Koch, criminale di guerra tedesca (n. 1906)
- 1º settembre - Émile Kolb, calciatore lussemburghese (n. 1902)
- 1º settembre - Alberto Mantelli, musicologo e critico musicale italiano (n. 1909)
- 1º settembre - Siegfried Sassoon, poeta inglese (n. 1886)
- 2 settembre - Elizabeth Daly, scrittrice statunitense (n. 1878)
- 2 settembre - Philip Sainton, compositore, violinista e direttore d'orchestra inglese (n. 1891)
- 3 settembre - James Dunn, attore statunitense (n. 1901)
- 3 settembre - Mohammed bin Laden, imprenditore yemenita (n. 1908)
- 3 settembre - Francis Ouimet, golfista statunitense (n. 1893)
- 3 settembre - Vittorio Peglion, agronomo e politico italiano (n. 1873)
- 4 settembre - Joseph Beerli, bobbista svizzero (n. 1901)
- 4 settembre - Armando Businco, medico italiano (n. 1886)
- 4 settembre - Ricardo Ornelas, giornalista, calciatore e allenatore di calcio portoghese (n. 1899)
- 4 settembre - Jaroslav Vlček, calciatore cecoslovacco (n. 1900)
- 5 settembre - Biagio Lammoglia, militare italiano (n. 1891)
- 5 settembre - Eddie Malanowicz, cestista e allenatore di pallacanestro statunitense (n. 1910)
- 5 settembre - Vilho Tuulos, triplista finlandese (n. 1895)
- 6 settembre - Egidio Anceschi, calciatore italiano (n. 1897)
- 6 settembre - Albert Ingham, matematico britannico (n. 1900)
- 6 settembre - Jacques Zwobada, scultore e pittore francese (n. 1900)
- 7 settembre - Werner Kreipe, generale tedesco (n. 1904)
- 7 settembre - Azzo Passalacqua, generale italiano (n. 1885)
- 7 settembre - Rex Stewart, trombettista statunitense (n. 1907)
- 8 settembre - Donald Ewen Cameron, psichiatra statunitense (n. 1901)
- 8 settembre - Kira Kirillovna Romanova, principessa russa (n. 1909)
- 9 settembre - Andrea Alfano, pittore e poeta italiano (n. 1879)
- 9 settembre - Helen Flint, attrice statunitense (n. 1898)
- 9 settembre - Ernesto Picchioni, serial killer italiano (n. 1906)
- 9 settembre - Harry Hines Woodring, politico statunitense (n. 1890)
- 10 settembre - Stanley Stanger, aviatore canadese (n. 1894)
- 11 settembre - Pietrangelo Cavicchia, politico statunitense (n. 1879)
- 12 settembre - Vladimir Bartol, scrittore sloveno (n. 1903)
- 12 settembre - Mirko Gruden, allenatore di calcio e calciatore italiano (n. 1911)
- 13 settembre - Felice Brunetti, medico, calciatore e arbitro di calcio italiano (n. 1889)
- 13 settembre - André Declerck, ciclista su strada e pistard belga (n. 1919)
- 13 settembre - Varian Fry, giornalista statunitense (n. 1907)
- 13 settembre - Robert George, generale e politico britannico (n. 1896)
- 14 settembre - ʿAbd al-Ḥakīm ʿĀmir, generale e politico egiziano (n. 1919)
- 14 settembre - Rupert Guinness, II conte di Iveagh, politico e filantropo irlandese (n. 1874)
- 14 settembre - Umberto Onorato, disegnatore, scenografo e giornalista italiano (n. 1898)
- 15 settembre - Eugenio Colmo, pittore e illustratore italiano (n. 1885)
- 15 settembre - Frank Stenton, storico britannico (n. 1880)
- 16 settembre - Pavlo Tyčyna, poeta e politico sovietico (n. 1891)
- 17 settembre - Jerzy Dąbrowski, ingegnere polacco (n. 1899)
- 17 settembre - Charley Johnson, lottatore statunitense (n. 1887)
- 17 settembre - Geoffrey Keyes, generale statunitense (n. 1888)
- 17 settembre - Gastone Pierini, sollevatore italiano (n. 1899)
- 17 settembre - Jean Rolland, pilota di rally e pilota automobilistico francese (n. 1935)
- 17 settembre - Paul Schebesta, religioso, antropologo e linguista tedesco (n. 1887)
- 17 settembre - Werner Schulz, calciatore tedesco (n. 1917)
- 17 settembre - Adrienne von Speyr, mistica, medico e scrittrice svizzera (n. 1902)
- 17 settembre - Agapios Tomboulis, musicista e cantante greco (n. 1884)
- 18 settembre - John Douglas Cockcroft, fisico britannico (n. 1897)
- 19 settembre - Piero Gilli, calciatore italiano (n. 1897)
- 19 settembre - Ester Pirami, psichiatra e scrittrice italiana (n. 1890)
- 19 settembre - Gino Romiti, pittore italiano (n. 1881)
- 19 settembre - Zinaida Serebrjakova, pittrice russa (n. 1884)
- 20 settembre - Ezio Corlaita, ciclista su strada italiano (n. 1889)
- 21 settembre - George Garbutt, hockeista su ghiaccio canadese (n. 1903)
- 21 settembre - Oddone Piazza, pugile italiano (n. 1908)
- 22 settembre - Luigi Chatrian, generale e politico italiano (n. 1891)
- 22 settembre - Harald Quandt, imprenditore e aviatore tedesco (n. 1921)
- 22 settembre - Cesare Vittorelli, funzionario e prefetto italiano (n. 1886)
- 23 settembre - Giovanni Barrella, attore, commediografo e poeta italiano (n. 1884)
- 23 settembre - José Degrossi, dirigente sportivo argentino
- 23 settembre - Boots Mussulli, sassofonista, clarinettista e direttore d'orchestra statunitense (n. 1915)
- 23 settembre - Wilhelm Rupprecht, generale tedesco (n. 1890)
- 23 settembre - Stanislaus Zbyszko, wrestler e strongman polacco (n. 1879)
- 24 settembre - Adolfo Barberis, presbitero italiano (n. 1884)
- 25 settembre - Stuff Smith, violinista statunitense (n. 1909)
- 25 settembre - Stanisław Sosabowski, generale polacco (n. 1892)
- 25 settembre - Lota de Macedo Soares, architetta, designer e urbanista brasiliana (n. 1910)
- 26 settembre - Heinrich Brandler, politico, sindacalista e scrittore tedesco (n. 1881)
- 26 settembre - Emanuele Pugliese, generale italiano (n. 1874)
- 26 settembre - Ivan Regent, rivoluzionario, politico e giornalista jugoslavo (n. 1884)
- 26 settembre - Armand Schaefer, produttore cinematografico e regista canadese (n. 1898)
- 27 settembre - Tótila Albert Schneider, artista e filosofo cileno (n. 1892)
- 27 settembre - Mildred Bright, attrice statunitense (n. 1892)
- 27 settembre - Robert van Gulik, scrittore, diplomatico e orientalista olandese (n. 1910)
- 27 settembre - Feliks Feliksovič Jusupov, nobile russo (n. 1887)
- 27 settembre - James Learmonth, chirurgo scozzese (n. 1895)
- 27 settembre - Robert Tryon, psicologo e statistico statunitense (n. 1901)
- 27 settembre - Hilla von Rebay, artista tedesca (n. 1890)
- 29 settembre - Henri Amand, rugbista a 15, arbitro di rugby a 15 e dirigente sportivo francese (n. 1873)
- 29 settembre - Ludwig Donath, attore austriaco (n. 1900)
- 29 settembre - Carson McCullers, scrittrice statunitense (n. 1917)
- 30 settembre - Aleksander Birkenmajer, storico polacco (n. 1890)
- 30 settembre - Filippo Foti, poliziotto italiano (n. 1916)
- 30 settembre - Alfred Gause, generale tedesco (n. 1896)
- 30 settembre - Joseph Gruber, calciatore e allenatore di calcio austriaco (n. 1912)
- 30 settembre - Edoardo Martini, poliziotto italiano (n. 1923)
- 30 settembre - Guido Tallone, pittore italiano (n. 1894)